# Hala (Beskid Wyspowy)
Hala (913 m n.p.m.) – szczyt górski w Beskidzie Wyspowym w masywie Mogielicy. Znajduje się w bocznym grzbiecie odchodzących od początkowo południowo-wschodniej, a potem wschodniej grani Mogielicy opadającej do Przełęczy Słopnickiej. Od grani tej grzbiet Hali odchodzi w południowym kierunku, nieco poniżej krzyża partyzanckiego. Jego zachodnie stoki opadają do doliny potoku Mogielica. Serpentynami ze Szczawy pnie się nimi droga leśna dochodząca do południowo-wschodniej grani Mogielicy przy krzyżu partyzanckim. Wschodnie stoki Hali opadają do potoku Szczawa.
Partie szczytowe częściowo zalesione, częściowo zaś wyrąbane i zajęte pod polany, pola uprawne, pojedyncze zabudowania. Znajdują się tutaj należące do Szczawy osiedla: Hala, Wyrębiska Szczawskie, Nowa Cyrla, Brogi, Zakraje, Zamoście. Z otwartych przestrzeni rozległe widoki.
Przez Halę nie prowadzi żaden znakowany szlak turystyczny, w pobliżu przebiega szlak zielony z Przełęczy Słopnickiej na Mogielicę. Nazwa Hala na nowych mapach często nie jest zaznaczana.

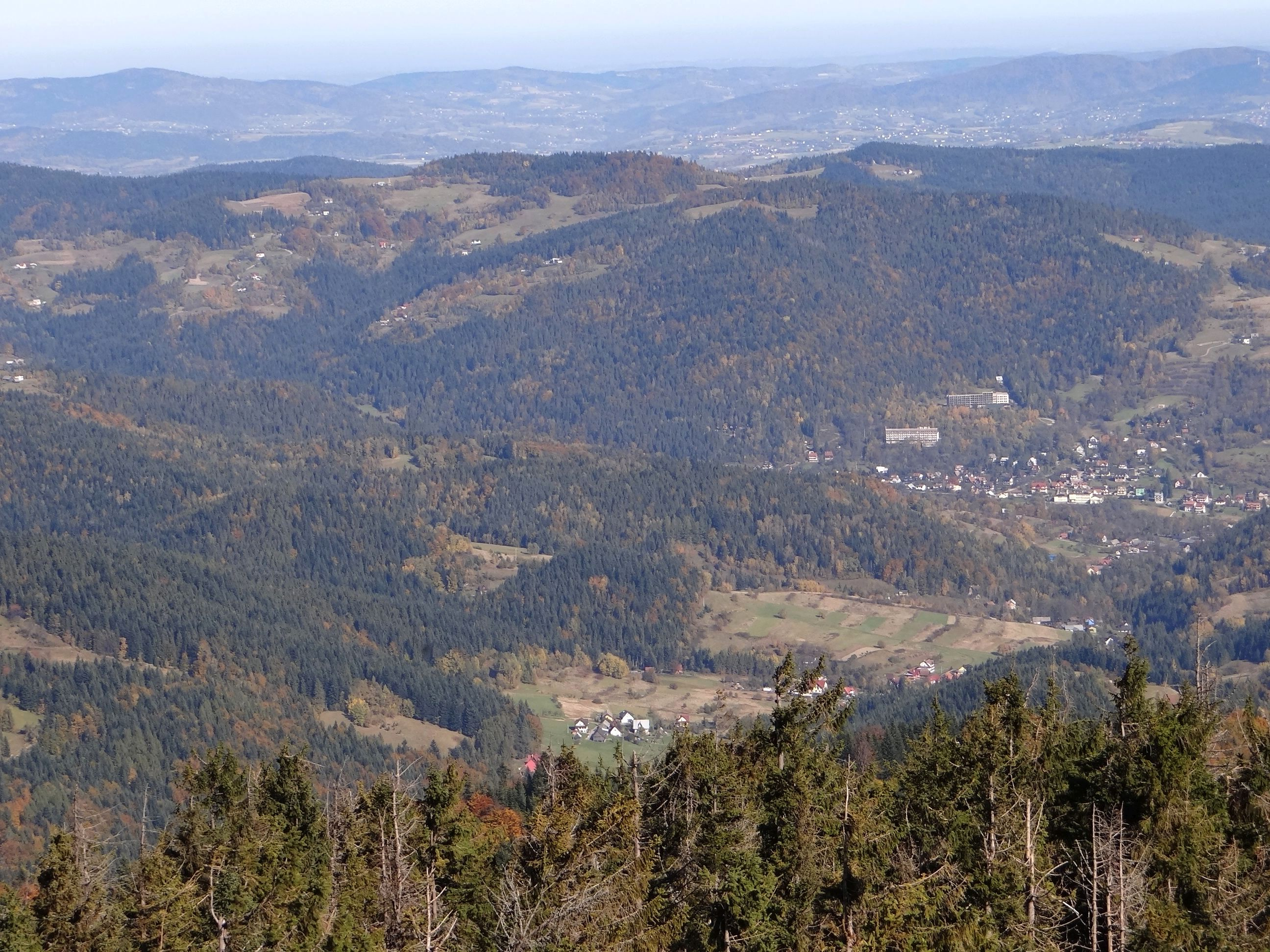
Widok z wieży widokowej na Gorcu